# Aoshima (Ehime)
Aoshima (青島 Aoshima?), es una isla perteneciente a la prefectura de Ehime en Japón. Mide aproximadamente 1,6 kilómetros de largo. Antiguamente formaba parte de Nagahama, en el distrito de Kita, pero desde 2005 forma parte de la ciudad de Ōzu, y pertenece a la Prefectura de Ehime. Es conocida como la Isla de los Gatos (猫の島 Neko no shima?), por el gran número de gatos que viven en ella y el escaso número de habitantes. Según los medios de comunicación, originalmente los felinos superaban a los humanos en una proporción de 6:1 qué más adelante pasó a 10:1,.A medida que los habitantes ancianos de la isla han ido falleciendo, la proporción ha aumentado, hasta alcanzar 40:1 en la actualidad. Los gatos se introdujeron para combatir la plaga de roedores de los barcos pesqueros, pero permanecieron en la isla y se reprodujeron sin control.
Los habitantes felinos de Aoshima se alimentan con donaciones de alimentos procedentes de todo Japón.  También comen pequeños animales de la isla y comida de los visitantes.
En 1945 contaba con una población 900 personas, pero el número de habitantes ha disminuido progresivamente debido a que la pesca de la sardina se agotó y los trabajadores se trasladaron a otras ciudades, por lo que en 2019 solo habitaban la isla 6 personas, la mayoría jubilados, siendo el turismo la principal fuente de ingresos. La isla es famosa por la gran cantidad de gatos que la habitan, que inicialmente fueron llevados para combatir una plaga de ratones, pero se multiplicaron sin control hasta alcanzar los 120 ejemplares. En 2019 debido a la muerte de numerosos gatos por envenenamiento masivo por parte de un vecino que supuestamentequería proteger sus campos, la población felina se redujo a 80 ejemplares en 2019.

## Descripción general
Originalmente, Aoshima era una isla deshabitada. El pueblo se formó en 1639 mediante la reubicación colectiva de 16 familias y sus descendientes de la aldea de Sakoshi en Banshu (ahora, Akō), y se desarrolló como un pueblo de pescadores de sardinas con una industria agrícola secundaria.

Originalmente, Aoshima era un pueblo pesquero sostenido por el comercio de sardinas; los pescadores llevaban gatos con ellos para controlar el problema de los roedores en los barcos, y eventualmente dejaban gatos en la isla cuando se iban. Fue entonces cuando la población de gatos empezó a crecer. Con el tiempo la población de gatos creció gracias al apoyo de los lugareños. Sin embargo, con los años el comercio de sardinas ha disminuido y la mayoría de la gente abandonó la isla para buscar una vida mejor en el continente.
La escuela primaria de Aoshima cerró en marzo de 1979 y desde entonces se ha utilizado como centro comunitario; actualmente se emplea como alojamiento temporal para los visitantes de la isla. 
A partir de 2024, el número de zonas restringidas en Aoshima aumentará. El camino que lleva al rompeolas ha sido cortado. Está prohibida la entrada a zonas habitadas por isleños. Debido a las condiciones climáticas (tifones, fuertes lluvias, fuertes vientos), muchas casas abandonadas se han derrumbado y han bloqueado algunas carreteras. Pronostican la posibilidad de que la isla quede deshabitada en cinco años, debido a que los cuatro residentes son de avanzada edad y ningún familiar vive en la isla. 

## Población
En 1945, la isla era un pueblo de pescadores con una población de aproximadamente 900 habitantes. El número de hogares alcanzó un máximo de 165 en 1960.
En 2013, se estimó que la isla albergaba a 50 residentes. En 2018, el medio "Ehime Shimbun" informó que la población había disminuido a 13 con una edad promedio de "más de 75". En 2019, The Asahi Shimbun Globe informó que solo quedaban seis residentes en la isla. La isla atrae a turistas que visitan a los gatos y les traen comida.
Se ha informado que la población felina de la isla estaba entre 120 y 210 entre 2015 y 2018.
En febrero de 2018, Ehime Shimbun informó que todos los gatos de la isla serían esterilizados para reducir la población felina como respuesta a la disminución de la población humana. En octubre, se habían esterilizado 210 gatos y se calcula que había otros 10 gatos sin capturar que habían sido escondidos por un antiguo residente que se oponía al programa. 
El 10 de mayo de 2023, el New York Times informó que la población humana de la isla se había reducido a cinco. 
En diciembre de 2024 la población de la isla era de cuatro personas que convivian con 80 gatos. 

## Conexiones de transporte
Se puede llegar a Aoshima a través de un ferry que esta frente a la estación Iyo-Nagahama de la Japan Railways en puerto de Nagahama, que tarda unos 30 minutos en llegar a la isla. 

## Galería

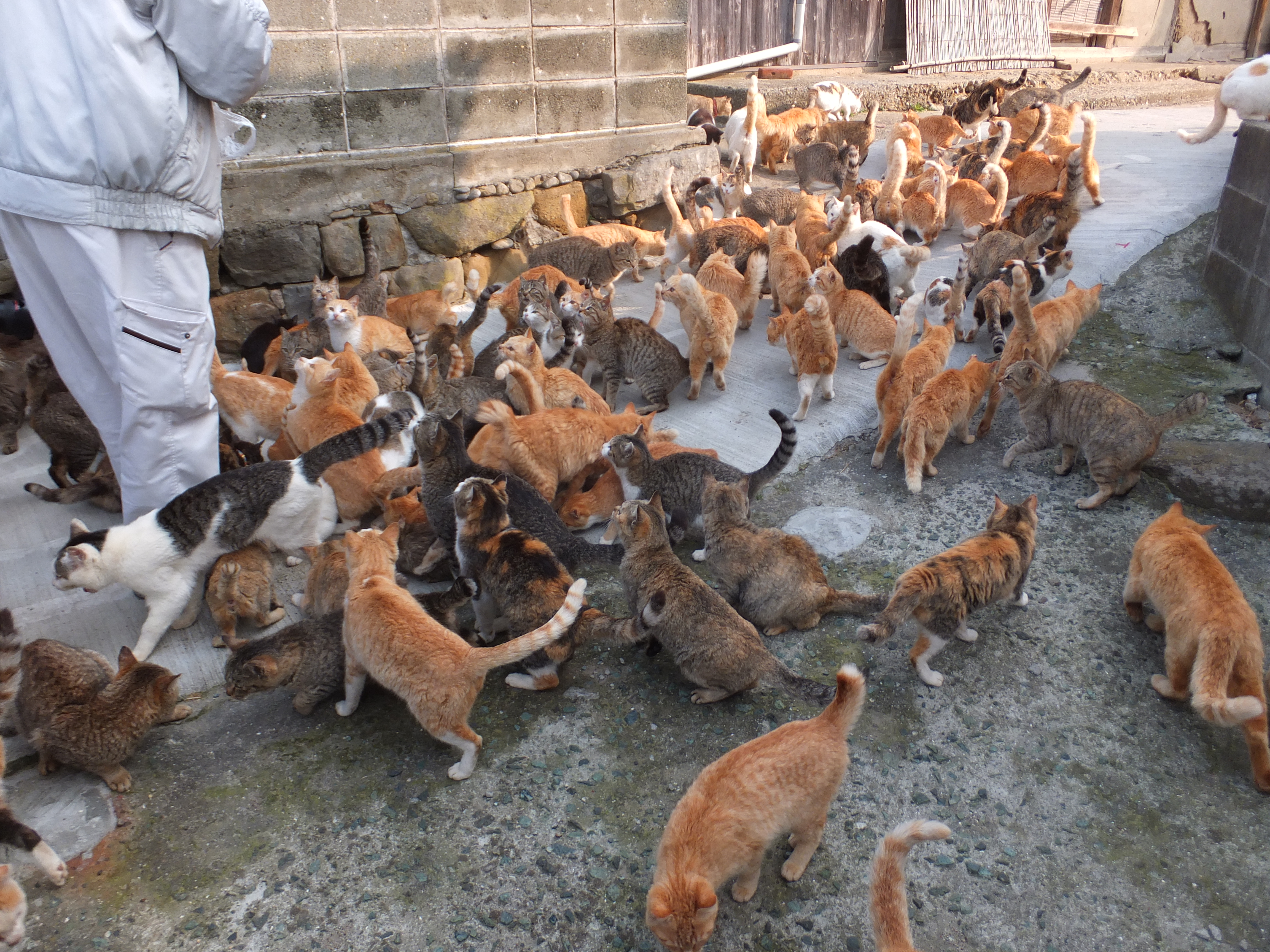
Gatos siendo alimentados por los isleños en el puerto.
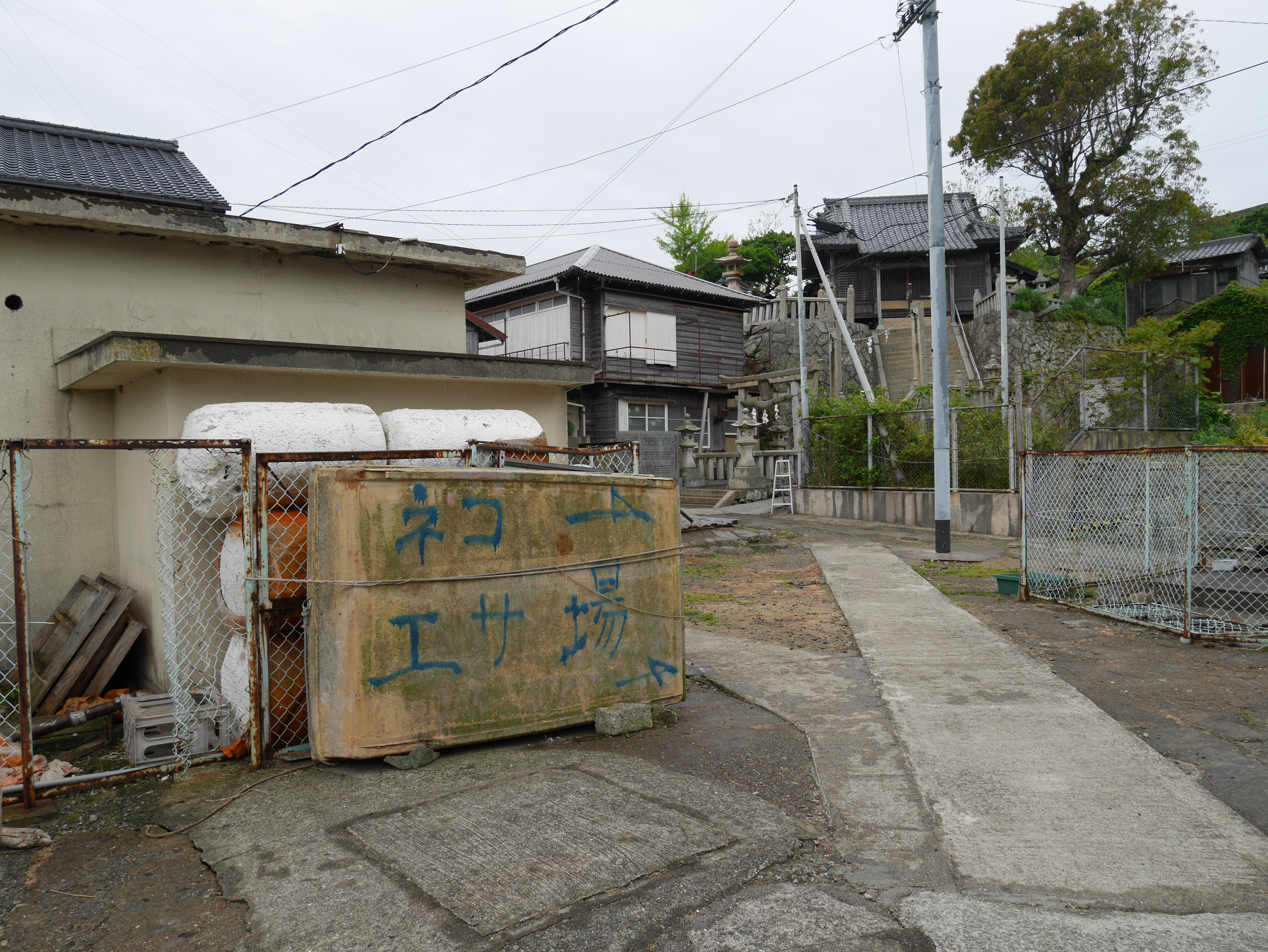
Zona designada para la alimentación de gatos a unos minutos del puerto. Detrás se encuentra el Santuario de Aoshima.
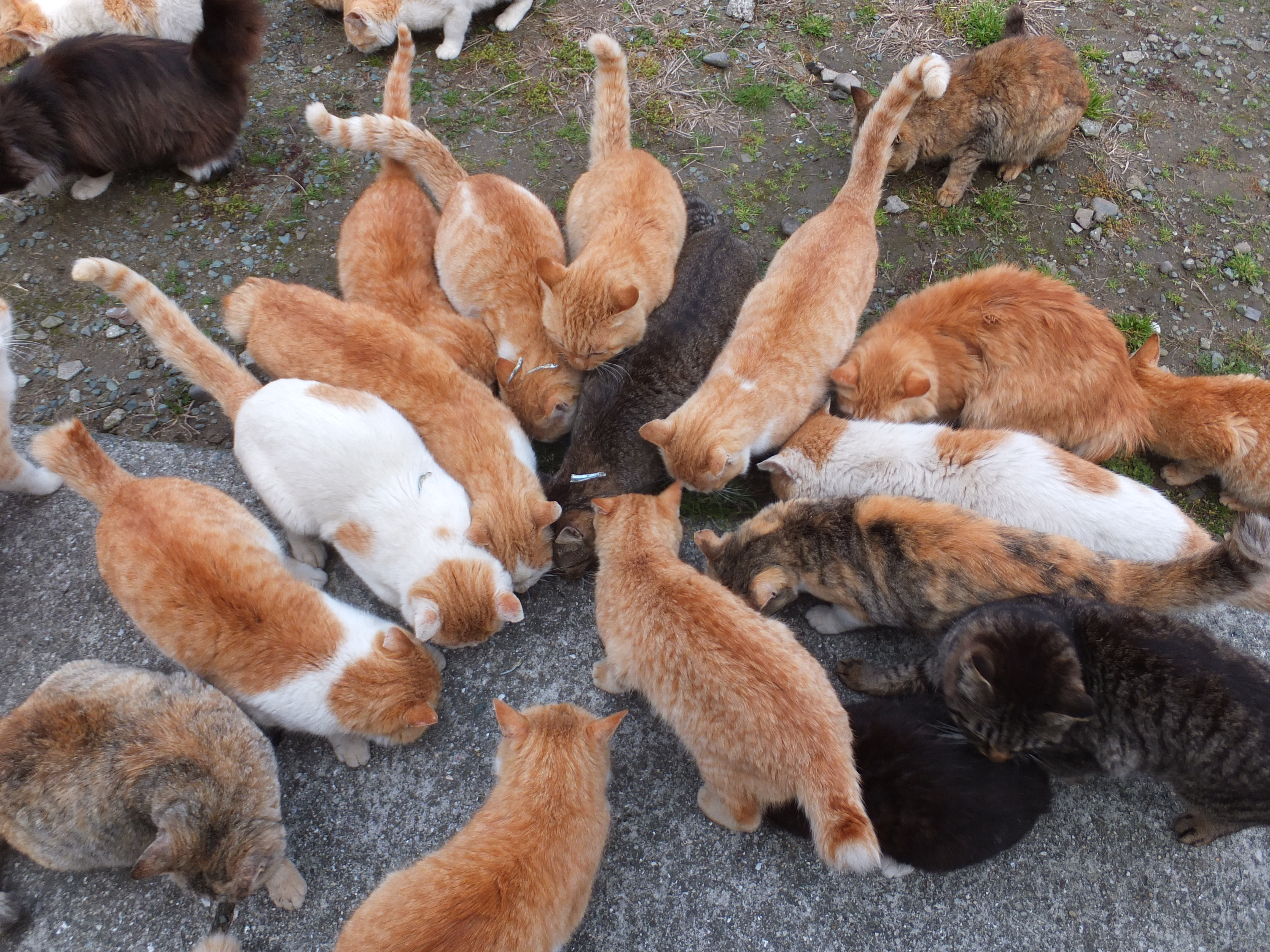
Gatos comiendo la comida proporcionada en el área de alimentación designada para gatos.

## Lectura adicional
- Casey Baseel (12 de Junio 13 de 2014). «La isla de Aoshima tiene 100 gatos, y los fotografiamos a casi todos.». SoraNews24.
- Preston Phro (26 de febrero de 2025). «La Isla de los Gatos tuitea una petición de comida para gatos y recibe tanta que apenas puede almacenarla.». SoraNews24.
- Oona McGee (26 de September  de 2024). «La isla japonesa de los gatos revela que pronto desaparecerán todos sus felinos». SoraNews24.
- «La realidad de Aoshima, un «paraíso felino»: la crisis pasada del «colapso de toda una isla llena de gatos», y la amenaza inminente de que la isla se vuelva inhabitable.» (en japones). Sippo. 18 de febrero de 2021.

- Datos: Q11661371
- Multimedia: Aoshima (Ehime) / Q11661371